# Aipatsé
Aipatsé (Aipátsê, Aipáts), jedno od plemena karipske jezične porodice koji su donedavno živjeli na području parka Xingu u Mato Grossu, Brazil. Jezično su bili najbliži plemenu Kuikuru. Prvi Europljanimn koji se s njima upoznao bio je antropolog Karl von den Steinen (1884), ali su nakon toga mnogo stradali od raznih bolesti i napada susjednih plemena. 
U ranom 20.-tom stoljeću pogađa ih novi val epidemija, a ranih 1980.-tih nešto preživjelih poženilo se za Kuikuru Indijance. James Stuart Olson Posljednji puta za njih da dvije obitelji žive s plemenima Kalapálo i Nahukwá